# Willis Bouchey
Willis Ben Bouchey (Vernon, 24 maggio 1907 – Burbank, 27 settembre 1977) è stato un attore statunitense.
Ha recitato in oltre 70 film dal 1951 al 1971 ed è apparso in oltre 120 produzioni televisive dal 1952 al 1972. È stato accreditato anche con i nomi Willis B. Bouchet, Bill Bouchey, William Bouchey, Willis B. Bouchey e Willis Buchet. Durante la sua carriera cinematografica, lavorò in dodici produzioni di John Ford e fu uno dei membri più utilizzati della cosiddetta John Ford Stock Company.

## Biografia
Willis Bouchey nacque a Vernon, nel Michigan, il 24 maggio 1907.
Iniziò a recitare a teatro a Broadway. Fece il suo debutto sul grande schermo nel 1951, in un ruolo non accreditato nel film Fuga d'amore, nel ruolo del dottor Lucius Brenner, e interpretò il presidente degli Stati Uniti nel film di fantascienza Red Planet Mars (1952). Interpretò il ruolo del sindaco Terwilliger in cinque episodi della serie televisiva The Great Gildersleeve, del giudice in 23 episodi della serie Perry Mason (dal 1960 al 1966), di Springer in quattro episodi della serie Pete and Gladys (dal 1960 al 1961), e collezionò una lunga serie di apparizioni da guest star in numerose serie televisive.
La sua ultima apparizione sul piccolo schermo avvenne nell'episodio The Quarterback Ache della serie televisiva The Jimmy Stewart Show, andato in onda il 16 gennaio 1972, che lo vide nel ruolo di Phineas Cobb, mentre per il grande schermo l'ultima interpretazione risale al film Il solitario di Rio Grande (1971), in cui interpretò un capostazione.
Morì a Burbank, in California, il 27 settembre 1977 e fu cremato.

## Filmografia

### Cinema
- Fuga d'amore (Elopement), regia di Henry Koster (1951)
- Il figlio del Texas (Return of the Texan), regia di Delmer Daves (1952)
- L'ultima minaccia (Deadline - U.S.A.), regia di Richard Brooks (1952)
- Tutto può accadere (Anything Can Happen), regia di George Seaton (1952)
- Carabina Williams (Carbine Williams), regia di Richard Thorpe (1952)
- Ragazze alla finestra (Belles on Their Toes), regia di Henry Levin (1952)
- Red Planet Mars, regia di Harry Horner (1952)
- Washington Story, regia di Robert Pirosh (1952)
- La tua bocca brucia (Don't Bother to Knock), regia di Roy Ward Baker (1952)
- Destinazione Budapest (Assignment – Paris!), regia di Robert Parrish (1952)
- Il sogno dei miei vent'anni (Just for You), regia di Elliott Nugent (1952)
- La ninfa degli antipodi (Million Dollar Mermaid), regia di Mervyn LeRoy (1952)
- The I Don't Care Girl, regia di Lloyd Bacon (1953)
- Destinazione Mongolia (Destination Gobi), regia di Robert Wise (1953)
- Schiava e signora (The President's Lady), regia di Henry Levin (1953)
- Mano pericolosa (Pickup on South Street), regia di Samuel Fuller (1953)
- Mani in alto! (Gun Belt), regia di Ray Nazarro (1953)
- Da qui all'eternità (From Here to Eternity), regia di Fred Zinnemann (1953)
- The Affairs of Dobie Gillis, regia di Don Weis (1953)
- Traversata pericolosa (Dangerous Crossing), regia di Joseph M. Newman (1953)
- Il grande caldo (The Big Heat), regia di Fritz Lang (1953)
- La battaglia di Fort River (Battle of Rogue River), regia di William Castle (1954)
- La sete del potere (Executive Suite), regia di Robert Wise (1954)
- Fireman Save My Child, regia di Leslie Goodwins (1954)
- Assalto alla Terra (Them!), regia di Gordon Douglas (1954)
- È nata una stella (A Star Is Born), regia di George Cukor (1954)
- Gangsters in agguato (Suddenly), regia di Lewis Allen (1954)
- Rullo di tamburi (Drum Beat), regia di Delmer Daves (1954)
- I ponti di Toko-Ri (The Bridges at Toko-Ri), regia di Mark Robson (1954)
- La lunga linea grigia (The Long Gray Line), regia di John Ford (1955)
- Uomini violenti (The Violent Men), regia di Rudolph Maté (1955)
- Prima dell'uragano (Battle Cry), regia di Raoul Walsh (1955)
- Un pugno di criminali (Big House, U.S.A.), regia di Howard W. Koch (1955)
- Bandiera di combattimento (The Eternal Sea), regia di John H. Auer (1955)
- G men: evaso 50574 (I Cover the Underworld), regia di R.G. Springsteen (1955)
- Una tigre in cielo (The McConnell Story), regia di Gordon Douglas (1955)
- I pionieri dell'Alaska (The Spoilers), regia di Jesse Hibbs (1955)
- La baia dell'inferno (Hell on Frisco Bay), regia di Frank Tuttle (1955)
- Il suo angelo custode (Forever, Darling), regia di Alexander Hall (1956)
- Magnificent Roughnecks, regia di Sherman A. Rose (1956)
- Johnny Concho, regia di Don McGuire (1956)
- I pilastri del cielo (Pillars of the Sky), regia di George Marshall (1956)
- Le ali delle aquile (The Wings of Eagles), regia di John Ford (1957)
- L'ultimo dei banditi (Last of the Badmen), regia di Paul Landres (1957)
- Le avventure di mister Cory (Mister Cory), regia di Blake Edwards (1957)
- L'urlo del gabbiano (The Night Runner), regia di Abner Biberman (1957)
- La giungla della settima strada (The Garment Jungle), regia di Vincent Sherman (1957)
- Giacomo il bello (Beau James), regia di Melville Shavelson (1957)
- La maschera nera di Cedar Pass (The Last Stagecoach West), regia di Joseph Kane (1957)
- Ora zero (Zero Hour!), regia di Hall Bartlett (1957)
- Commandos (Darby's Rangers), regia di William A. Wellman (1958)
- La legge del più forte (The Sheepman), regia di George Marshall (1958)
- L'ultimo urrà (The Last Hurrah), regia di John Ford (1958)
- La pallottola senza nome (No Name on the Bullet), regia di Jack Arnold (1959)
- Soldati a cavallo (The Horse Soldiers), regia di John Ford (1959)
- Cominciò con un bacio (It Started with a Kiss), regia di George Marshall (1959)
- I dannati e gli eroi (Sergeant Rutledge), regia di John Ford (1960)
- Cinque pistole (Five Guns to Tombstone), regia di Edward L. Cahn (1960)
- Cavalcarono insieme (Two Rode Together), regia di John Ford (1961)
- You Have to Run Fast, regia di Edwrd L. Cahn (1961)
- Angeli con la pistola (Pocketful of Miracles), regia di Frank Capra (1961)
- Saintly Sinners, regia di Jean Yarbrough (1962)
- L'uomo che uccise Liberty Valance (The Man Who Shot Liberty Valance), regia di John Ford (1962)
- Incident in an Alley, regia di Edward L. Cahn (1962)
- Il giorno dopo la fine del mondo (Panic in Year Zero!), regia di Ray Milland (1962)
- La conquista del West (How the West Was Won), regia di Henry Hathaway, John Ford (1962)
- Il grande sentiero (Cheyenne Autumn), regia di John Ford (1964)
- Quando l'amore se n'è andato (Where Love Has Gone), regia di Edward Dmytryk (1964)
- McHale's Navy Joins the Air Force, regia di Edward Montagne (1965)
- I ragazzi di Camp Siddons (Follow Me, Boys!), regia di Norman Tokar (1966)
- Il ritorno del pistolero (Return of the Gunfighter), regia di James Neilson (1967)
- Il dito più veloce del West (Support Your Local Sheriff!), regia di Burt Kennedy (1969)
- The Love God?, regia di Nat Hiken (1969)
- Appuntamento per una vendetta (Young Billy Young), regia di Burt Kennedy (1969)
- Dingus, quello sporco individuo (Dirty Dingus Magee), regia di Burt Kennedy (1970)
- L'infallibile pistolero strabico (Support Your Local Gunfighter), regia di Burt Kennedy (1971)
- Il solitario di Rio Grande (Shoot Out), regia di Henry Hathaway (1971)

### Televisione
- Fireside Theatre – serie TV, un episodio (1952)
- Biff Baker, U.S.A. – serie TV, un episodio (1953)
- The Pride of the Family – serie TV, 2 episodi (1953-1954)
- Mr. & Mrs. North – serie TV, un episodio (1954)
- The Lone Wolf – serie TV, un episodio (1954)
- Letter to Loretta – serie TV, un episodio (1954)
- The Adventures of Falcon – serie TV, un episodio (1954)
- Dragnet – serie TV, 5 episodi (1952-1955)
- The Man Behind the Badge – serie TV, un episodio (1955)
- TV Reader's Digest – serie TV, episodio 1x16 (1955)
- The Whistler – serie TV, episodio 1x34 (1955)
- Damon Runyon Theater – serie TV, episodio 1x13 (1955)
- Celebrity Playhouse – serie TV, episodio 1x01 (1955)
- Schlitz Playhouse of Stars – serie TV, 4 episodi (1953-1955)
- Screen Directors Playhouse – serie TV, episodi 1x10-1x11 (1955)
- The Great Gildersleeve – serie TV, 5 episodi (1955)
- The Forest Ranger, regia di Paul Landres – film TV (1956)
- Navy Log – serie TV, episodio 1x28 (1956)
- Frontier – serie TV, un episodio (1956)
- Crossroads – serie TV, episodi 1x29-1x33 (1956)
- Four Star Playhouse – serie TV, 2 episodi (1954-1956)
- You Are There – serie TV, un episodio (1956)
- Matinee Theatre – serie TV, un episodio (1956)
- Cavalcade of America – serie TV, 3 episodi (1955-1956)
- Papà ha ragione (Father Knows Best) – serie TV, un episodio (1956)
- Dr. Christian – serie TV, un episodio (1957)
- Le avventure di Charlie Chan (The New Adventures of Charlie Chan) – serie TV, un episodio (1957)
- Men of Annapolis – serie TV, episodi 1x09-1x33 (1957)
- The Ford Television Theatre – serie TV, 6 episodi (1953-1957)
- The 20th Century-Fox Hour – serie TV, episodi 1x03-1x07-2x13 (1955-1957)
- Broken Arrow – serie TV, un episodio (1957)
- Panico (Panic!) – serie TV, episodio 1x07 (1957)
- Sheriff of Cochise – serie TV, un episodio (1957)
- Le avventure di Rin Tin Tin (The Adventures of Rin Tin Tin) – serie TV, un episodio (1957)
- Have Gun - Will Travel – serie TV, episodio 1x05 (1957)
- Casey Jones – serie TV, un episodio (1957)
- The Gray Ghost – serie TV, episodio 1x00 (1957)
- Date with the Angels – serie TV, un episodio (1957)
- I racconti del West (Zane Grey Theater) – serie TV, 4 episodi (1956-1957)
- Goodyear Theatre – serie TV, episodio 1x07 (1957)
- The Californians – serie TV, un episodio (1958)
- Meet McGraw – serie TV, un episodio (1958)
- General Electric Theater – serie TV, 2 episodi (1954-1958)
- Avventure in fondo al mare (Sea Hunt) – serie TV, un episodio (1958)
- Telephone Time – serie TV, episodio 3x22 (1958)
- The George Burns and Gracie Allen Show – serie TV, un episodio (1958)
- Official Detective – serie TV, un episodio (1958)
- The Court of Last Resort – serie TV, episodio 1x22 (1958)
- Sugarfoot – serie TV, episodio 1x17 (1958)
- Buckskin – serie TV, un episodio (1958)
- The Silent Service – serie TV, un episodio (1958)
- Indirizzo permanente (77 Sunset Strip) – serie TV, episodio 1x09 (1958)
- Special Agent 7 – serie TV, un episodio (1959)
- U.S. Marshal – serie TV, un episodio (1959)
- Richard Diamond (Richard Diamond, Private Detective) – serie TV, un episodio (1959)
- Lawman – serie TV, un episodio (1959)
- Colt .45 – serie TV, un episodio (1959)
- Bat Masterson – serie TV, un episodio (1959)
- Markham – serie TV, un episodio (1959)
- Cheyenne – serie TV, un episodio (1960)
- The Deputy – serie TV, un episodio (1960)
- Tightrope – serie TV, episodio 1x22 (1960)
- The Gale Storm Show: Oh, Susanna! – serie TV, un episodio (1960)
- Ricercato vivo o morto (Wanted: Dead or Alive) – serie TV, episodi 1x17-1x36-2x28 (1958-1960)
- Avventure lungo il fiume (Riverboat) – serie TV, un episodio (1960)
- Johnny Ringo – serie TV, 2 episodi (1959-1960)
- Not for Hire – serie TV, episodio 1x30 (1960)
- Tombstone Territory – serie TV, un episodio (1960)
- Carovane verso il west (Wagon Train) – serie TV, un episodio (1960)
- Gli intoccabili (The Untouchables) – serie TV, un episodio (1960)
- Ripcord – serie TV, episodio 1x01 (1961)
- Pete and Gladys – serie TV, 4 episodi (1960-1961)
- Hot Off the Wire – serie TV, un episodio (1961)
- The Brothers Brannagan – serie TV, un episodio (1961)
- The Many Loves of Dobie Gillis – serie TV, 2 episodi (1959-1961)
- The Case of the Dangerous Robin – serie TV, un episodio (1961)
- Dennis the Menace – serie TV, un episodio (1961)
- Harrigan and Son – serie TV, 3 episodi (1960-1961)
- Bachelor Father – serie TV, un episodio (1961)
- The Bob Cummings Show – serie TV, un episodio (1961)
- Tales of Wells Fargo – serie TV, 2 episodi (1958-1961)
- Bronco – serie TV, 2 episodi (1958-1962)
- Thriller – serie TV, episodio 2x27 (1962)
- 87ª squadra (87th Precinct) – serie TV, un episodio (1962)
- Saints and Sinners – serie TV, un episodio (1962)
- Alcoa Premiere – serie TV, un episodio (1962)
- Laramie – serie TV, 5 episodi (1959-1962)
- The Wide Country – serie TV, episodio 1x07 (1962)
- Going My Way – serie TV, episodio 1x09 (1962)
- Bonanza – serie TV, 2 episodi (1959-1963)
- Dakota (The Dakotas) – serie TV, episodio 1x09 (1963)
- Il virginiano (The Virginian) – serie TV, 2 episodi (1962-1963)
- Stoney Burke – serie TV, un episodio (1963)
- Il dottor Kildare (Dr. Kildare) – serie TV, un episodio (1963)
- Lassie – serie TV, un episodio (1964)
- Make Room for Daddy – serie TV, un episodio (1964)
- Ai confini della realtà (The Twilight Zone) - serie TV, episodio 5x25 (1964)
- The Andy Griffith Show – serie TV, 4 episodi (1961-1964)
- Broadside – serie TV, 2 episodi (1964)
- The Beverly Hillbillies – serie TV, 2 episodi (1963-1965)
- The Baileys of Balboa – serie TV, un episodio (1965)
- L'ora di Hitchcock (The Alfred Hitchcock Hour) – serie TV, 3 episodi (1962-1965)
- Petticoat Junction – serie TV, 2 episodi (1964-1965)
- The Third Man – serie TV, un episodio (1965)
- La fattoria dei giorni felici (Green Acres) – serie TV, un episodio (1965)
- I forti di Forte Coraggio (F Troop) – serie TV, un episodio (1965)
- Get Smart – serie TV, un episodio (1965)
- Gomer Pyle: USMC – serie TV, un episodio (1965)
- The Patty Duke Show – serie TV, un episodio (1965)
- Un equipaggio tutto matto (McHale's Navy) – serie TV, 3 episodi (1962-1965)
- Hazel – serie TV, 5 episodi (1962-1966)
- I mostri (The Munsters) – serie TV, 2 episodi (1965-1966)
- Perry Mason – serie TV, 23 episodi (1960-1966)
- Pistols 'n' Petticoats – serie TV, 2 episodi (1966-1967)
- The Fisher Family – serie TV, un episodio (1967)
- Gunsmoke – serie TV, 2 episodi (1965-1968)
- Daniel Boone – serie TV, un episodio (1969)
- The Doris Day Show – serie TV, un episodio (1969)
- Mod Squad, i ragazzi di Greer (The Mod Squad) – serie TV, un episodio (1969)
- Ironside – serie TV, un episodio (1969)
- Lancer – serie TV, un episodio (1969)
- Mayberry R.F.D. – serie TV, 3 episodi (1969-1970)
- The Jimmy Stewart Show – serie TV, un episodio (1972)

## Doppiatori italiani
- Giorgio Capecchi in I pilastri del cielo, Soldati a cavallo, I dannati e gli eroi, Quando l'amore se n'è andato
- Olinto Cristina in Rullo di tamburi, Commandos
- Lauro Gazzolo in I ponti di Toko-Ri
- Bruno Persa in Carabina Williams
- Luigi Pavese in La baia dell'inferno
- Arturo Dominici in Cominciò con un bacio
- Cesare Fantoni in Cinque pistole
- Amilcare Pettinelli in Le avventure di mister Cory